# Poecilimon ege
Poecilimon ege är en insektsart som beskrevs av Ünal 2005. Poecilimon ege ingår i släktet Poecilimon och familjen vårtbitare. Inga underarter finns listade i Catalogue of Life.